# Where No Fan Has Gone Before
«Where No Fan Has Gone Before» (укр. «Де не ступала нога фаната») — одинадцята серія четвертого сезону анімаційного серіалу «Футурама», що вийшла в ефір у Північній Америці 21 квітня 2002 року.
Автор сценарію: Девід А. Гудмен.
Режисер: Пет Шінаґава.
Прем'єра в Україні відбулася 29 вересня 2007 року.

## Сюжет
Бендер, Ліла і Фрай, разом із основними учасниками першого серіалу «Зоряний Шлях» перебувають під польовим судом Заппа Бренніґана. Висунуте проти них звинувачення — висадка на забороненій планеті Омега III. Сюжет серіалу в основному складається зі свідчень підсудних щодо подій, які передували їхньому затриманню.
Під час відвідування крамниці відеозаписів Фрай раптово дізнається, що ще у ХХІІІ столітті рух фанатів «Зоряного Шляху» перетворився на потужний релігійний культ, який охопив величезну кількість людей. У рамках кампанії боротьби з цим культом влада стратила більшість його послідовників (скинувши їх у вулкан), а відеокасети з записами всіх серій відправила на далеку заборонену планету. Пізніше законсервовані голови основних акторів-учасників серіалу також залишили Землю на космічному кораблі. Про це розповідає Фраю голова Леонарда Німоя (виконавця ролі Спока). Сам Німой залишився на Землі, оскільки безпосередньо перед відльотом підписав піврічну угоду щодо оренди квартири. Фрай, Ліла, Бендер і Німой вирушають на заборонену планету.
Після нем'якої посадки на Омезі III друзі знаходять кілька оригінальних декорацій «Зоряного Шляху», а також усіх виконавців головних ролей, які дивовижним чином отримали нові тіла і вічну молодість. Команда знайомиться з мешканцем планети на ім'я Мелллвар, який являє собою хмароподібний згусток енергії. Мелллвар розповідає, що знайшов на своїй планеті касети з записами серіалу, багаторазово передивився їх і став запеклим прихильником. Він дає Німою тіло і наказує всім акторам, а також команді «Міжпланетного експреса» взяти участь у фестивалі «Зоряного Шляху», який триватиме «до кінця часу». Під час репетиції нової серії за написаним Мелллваром сценарієм, Бендер, Ліла і Фрай намагаються втекти на своєму кораблі. Втім, Фрай переконує друзів повернутися, щоби забрати на Землю акторів, і цього разу Мелллвар остаточно ламає двигун корабля.
Побачивши рішучу й відважну поведінку команди «Міжпланетного експресу», Мелллвар починає сумніватися в тому, хто — вони чи герої «Зоряного Шляху» — більш варті обожнювання. Щоби перевірити це, він влаштовує смертельну битву між двома групами. Але вже після кількох хвилин протистояння з'являється інша енергетична істота, що виявляється матір'ю Мелллвара, яка наказує йому покинути забави й іти обідати. Зрозумівши, що їх використовували як іграшки, обидві команди замислюють утечу. Поєднавши функціональний двигун корабля акторів «Зоряного Шляху» з неушкодженим корпусом «Міжпланетного експреса» і позбувшись тіл акторів задля зменшення ваги корабля, вони стартують геть з Омеги III. Втім, Мелллвар скоро рушає за ними слідом на власному космічному кораблі. Тим часом «Міжпланетний експрес» бере на абордаж Запп Бренніґан, який заарештовує всіх, хто є на його борту, і влаштовує над ними суд. У цей момент дія переноситься у «теперішній» час, і Ліла зауважує, що протягом усього судового засідання Мелллвар продовжував переслідувати їх.
Всі кидаються у командну рубку, де Мелллвар виходить з ними на зв'язок. Фраєві вдається переконати його у безглуздості вибору присвятити все життя «Зоряному Шляху», і Мелллвар зрештою погоджується припинити переслідування. Корабель вертається на Землю, прихопивши з собою всі касети з серіалом. Актори примиряються зі втратою тіл і вічної молодості, зрозумівши що нескінченне життя разом із «по-справжньому надокучливим фаном» не є вартим цього.

## Виробництво
У звуковому коментарі на DVD автор сценарію Девід А. Гудмен розповідає, що ця серія стала виконанням «заповітної мрії» для багатьох творців серіалу і для нього самого. Режисер Пет Шінаґава також розповідає, що будучи обраною для постановки цієї серії, вона наразилася на ревнощі з боку колег. Сам Мет Ґрейнінґ зізнався, що, не зважаючи на те, що він є великим прихильником світу «Зоряного Шляху», оригінального першого серіалу 1960-х років він ніколи не бачив.
Всі живі учасники першого «Зоряного Шляху» погодилися взяти участь в озвучуванні серії, за винятком Джеймса Духана, який категорично відмовився. У зв'язку з цим, серія отримала жартівливу неформальну назву «У нас є всі, крім Скоті». Девід Гудмен також відзначив, що участь у «Футурамі» надихнула його пізніше написати кілька сценаріїв серіалу «Зоряний шлях: Ентерпрайз».
Цією серію завершувався четвертий демонстраційний сезон «Футурами».

## Пародії, алюзії, цікаві факти
- Серія містить численні алюзії та пародії на «Зоряний Шлях».

## Визнання
- Серія була номінована на премію «Небюла» у 2004 році за найкращий сценарій .
- Сайт «IGN.com» присудив цій серії десяте місце у списку 25-ти найкращих серій «Футурами»  [Архівовано 6 липня 2007 у Wayback Machine.].

## Особливості українського перекладу
- Як і в серії «A Taste of Freedom» назва інопланетної раси «клінґонів» з «Зоряного Шляху» передана як «причепи» (імовірно від англ. cling on — чіплятися).
- У сцені, де Волтер Кеніґ розповідає команді «Міжпланетного експреса» про те, що сталося з ним і його товаришами після аварії корабля на Омезі III, Фрай просить його повторити фразу «Прокинулися ми вже з тілами» російською мовою (герой Кеніґа в «Зоряному Шляху» — Павел Чехов — росіянин). Кеніґ неохоче повторює (в оригіналі — ту саму англійську фразу, але з російським акцентом; в українській озвучці — справжньою російською мовою). Після чого Фрай просить Кеніґа сказати «Я із Маскви», але той відмовляється (в оригіналі обігрується популярна цитата з «Зоряного Шляху» — «nuclear wessels»).